# Пилипівка (заказник)
Пилипівка — ландшафтний заказник місцевого значення в Україні. Розташований на території Житомирського району Житомирської області, на північний схід від села Глибочок. 
Площа 54,9 га. Статус присвоєно згідно з рішенням 8 сесії Житомирської обласної ради 6 скликання від 15.12.2011 року № 373. Перебуває у віданні ДП «Житомирський лісгосп» (Пилипівське лісництво, кв. 38). 
Статус присвоєно для збереження частини лісового масиву з цінними насадженнями дуба; також є ділянки з насадженнями сосни, граба, берези, вільхи.